# 김한중 (야구 선수)
김한중(2004년 11월 3일 ~ )은 KBO 리그 두산 베어스의 투수이다.

## 두산 베어스시절
2025년에 입단하였다.

## 출신 학교
- 서울고명초등학교
- 덕수중학교
- 경기상업고등학교
- 여주대학교